# 瑞典商业银行

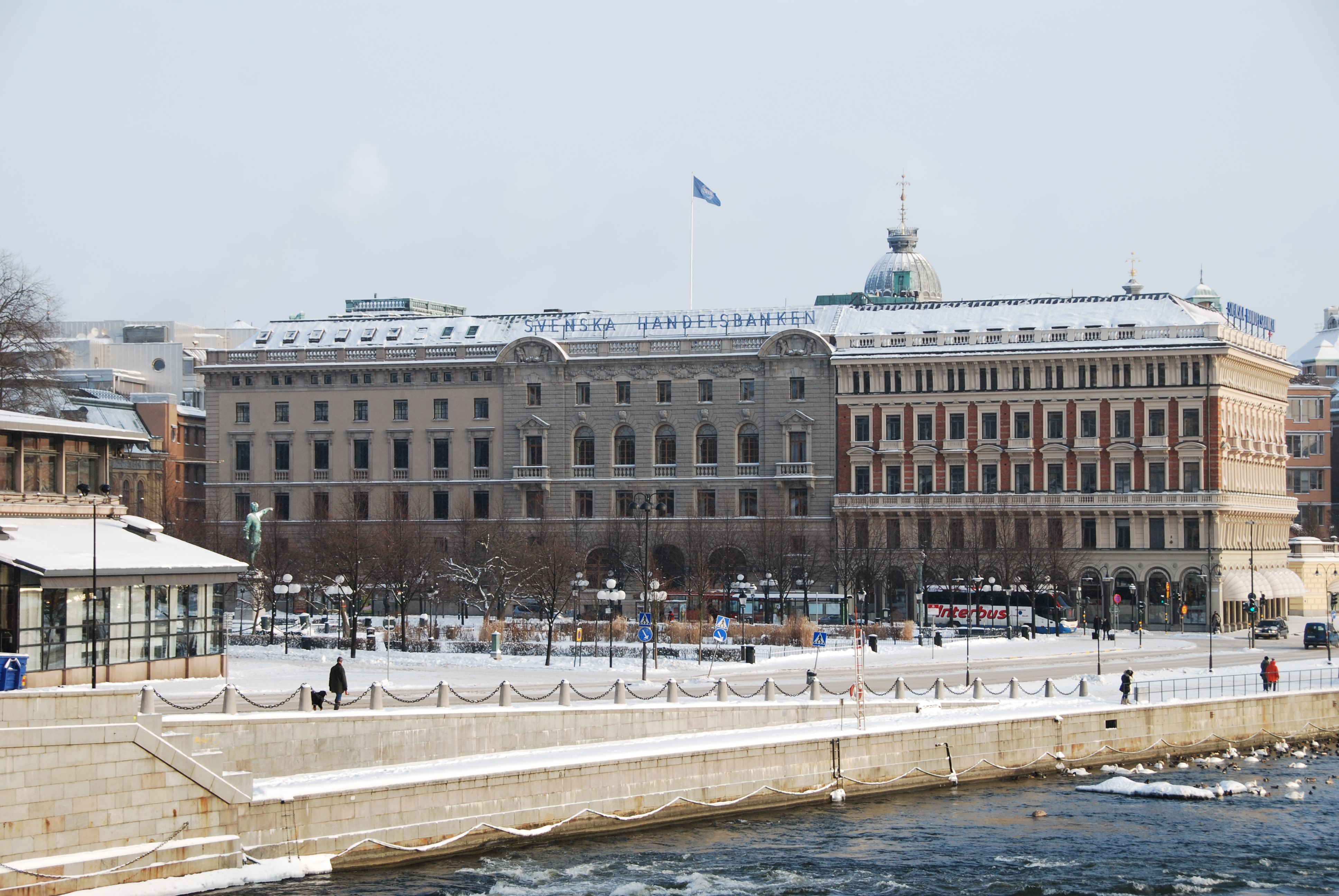
瑞典商业银行斯德哥尔摩总部

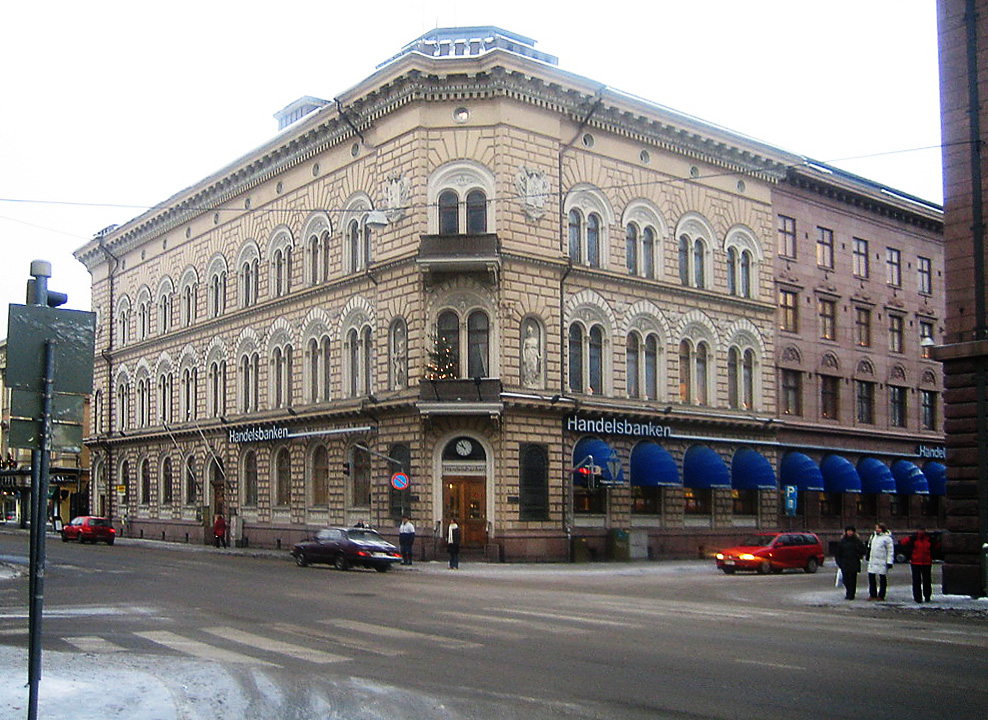
瑞典商业银行芬兰图尔库，图尔库市场广场的分行

瑞典商业银行（Svenska Handelsbanken AB）是一家瑞典银行，覆盖银行业全部业务，包括传统的企业银行交易，投资银行以及交易，个人银行业务则包括人寿保险。瑞典商业银行在瑞典市场地位重要，拥有460家全国分行。过去20年来，瑞典商业银行也不断拓展国际业务，进军其他北欧国家以及其他邻国。
瑞典商业银行雇员1.1万名。

## 分支
- 瑞典（461分行）
- 英国（180分行）[2]
- 丹麦（55分行）
- 芬兰（44分行）
- 挪威（50分行）
- 荷兰（15分行）
- 德国（7分行）
- 西班牙（2分行）
- 爱沙尼亚（1分行）
- 拉脱维亚（1分行）
- 立陶宛（1分行）
- 奥地利
- 巴西
- 中华人民共和国
- 台湾
- 法国
- 香港
- 印度
- 卢森堡
- 马来西亚
- 波兰
- 俄罗斯
- 新加坡（1分行）
- 瑞士
- 美国（1分行）